# University of Nebraska Omaha
Die University of Nebraska Omaha ist eine staatliche Universität in Omaha im US-Bundesstaat Nebraska. Mit 14.093 Studenten ist sie die zweitgrößte Hochschule in Nebraska. Sie ist Teil des Systems der University of Nebraska.

## Geschichte
Die Hochschule wurde 1908 als University of Omaha gegründet. 1931 wurde sie in Municipal University of Omaha umbenannt. Ihren heutigen Namen erhielt sie bei Eintritt in das System der University of Nebraska 1968.

## Fakultäten
- Informationswissenschaften und Technologie
- Ingenieurwissenschaften (Peter Kiewit Institute – in Kooperation mit UN Lincoln)
- Kommunikationswissenschaften, Schöne Künste und Medien
- Öffentliche Angelegenheiten und Gemeinwesen
- Künste und Wissenschaften
- Pädagogik
- Wirtschaftswissenschaften
- Graduate Studies
- International Studies and Programs

## Liste der Professoren
(Auswahl)
- Chuck Miller

## Sport
Die Sportteams der UN Omaha sind die Omaha Mavericks. Die Hochschule ist Mitglied in The Summit League. Das Hockeyteam spielt in der National Collegiate Hockey Conference.